# Vườn quốc gia Salamajärvi
Salamajärvi National Park (Salamajärven kansallispuisto) là một vườn quốc gia ở Tây Phần Lan, Phần Lan. Salamajärvi tọa lạc ở khu vực lưu vực Suomenselkä. Khu vực này không có người ở, có hệ sinh thái đa dạng với nhiều loài động vật hoang dã.